# 匈牙利飲食

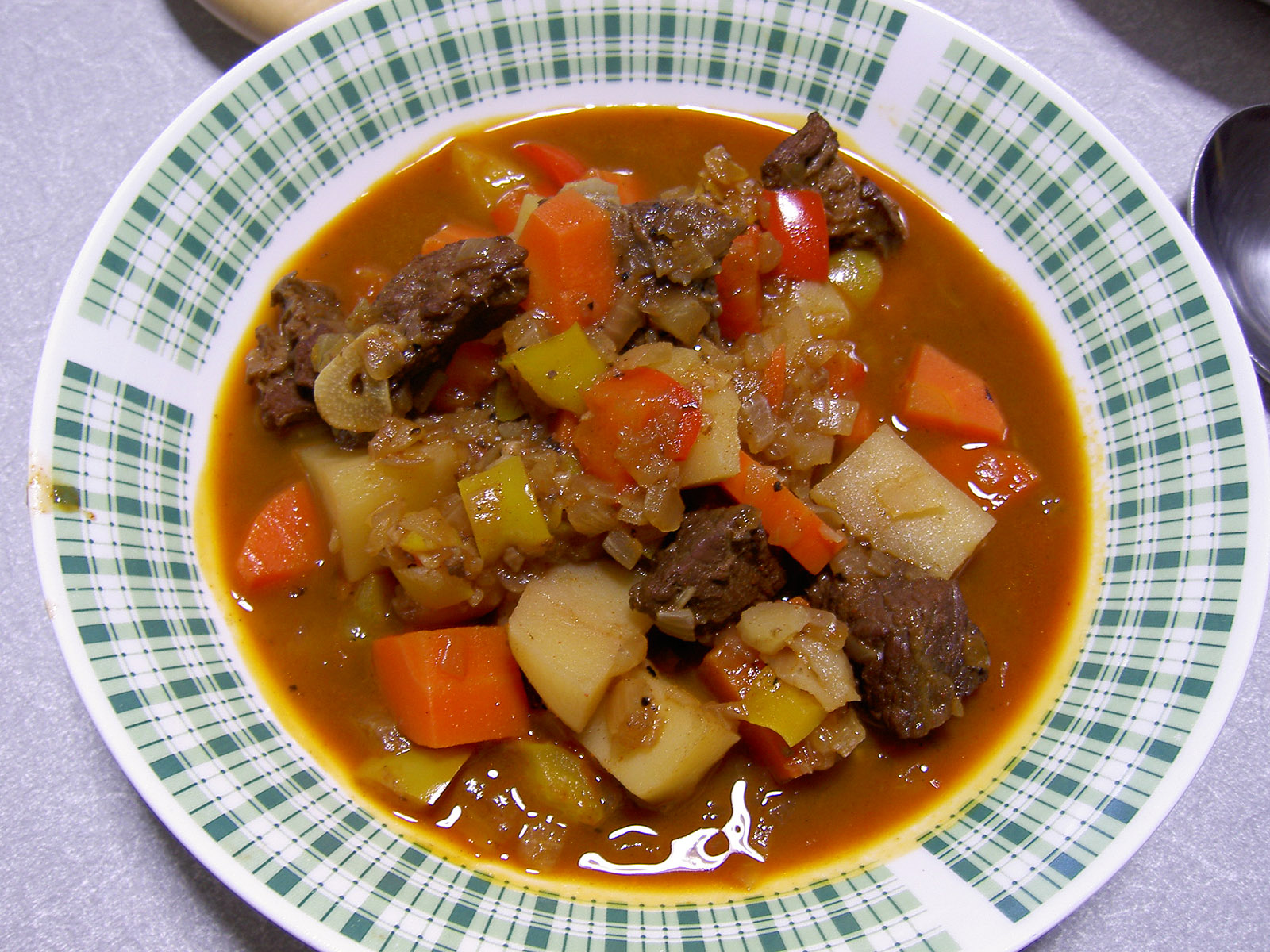
「匈牙利湯」

匈牙利飲食（匈牙利語：Magyar konyhaművészet），又稱匈牙利菜，指的是匈牙利全國飲食文化的總稱，傳統匈牙利飲食的主要食材包括肉類、辣味香料、時令蔬菜、水果、麵包和乳製品及起司。

## 料理特徵

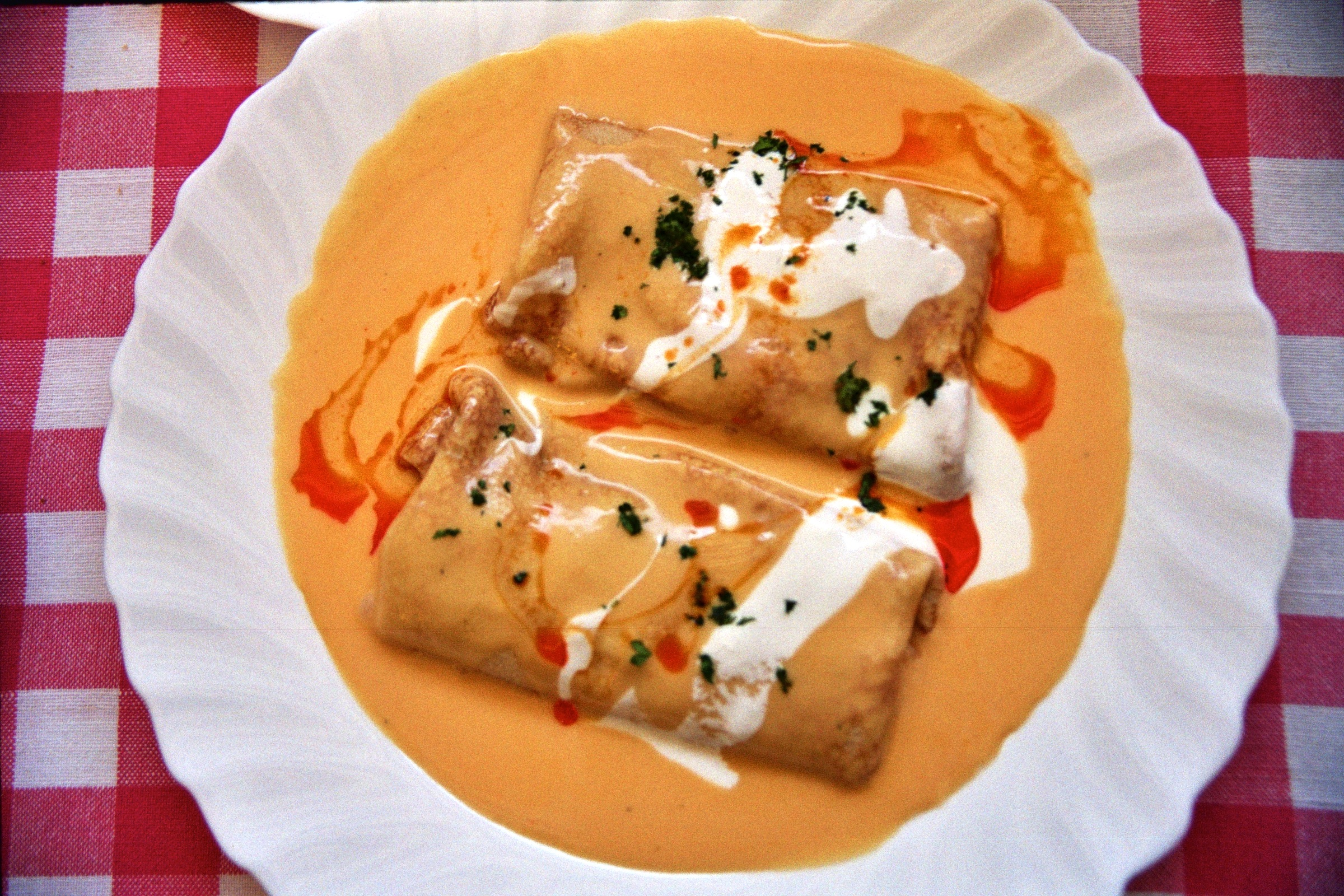
(Hortobágyi palacsinta)

匈牙利飲食的特徵之一是將不同種類的肉放在一起烹飪，匈牙利湯就是很好的例子。匈牙利菜餚經常使用辣椒，味道也大多偏辣。

## 歷史
匈牙利料理，受到馬札爾人的歷史所影響。馬札爾人的牧民生活，對匈牙利菜影響體現在匈牙利湯之上。至十五世紀後，受到西歐文藝復興風潮影響，匈牙利人從西歐引進了不少材料，當中包括源自美洲的辣椒。

## 主要菜肴

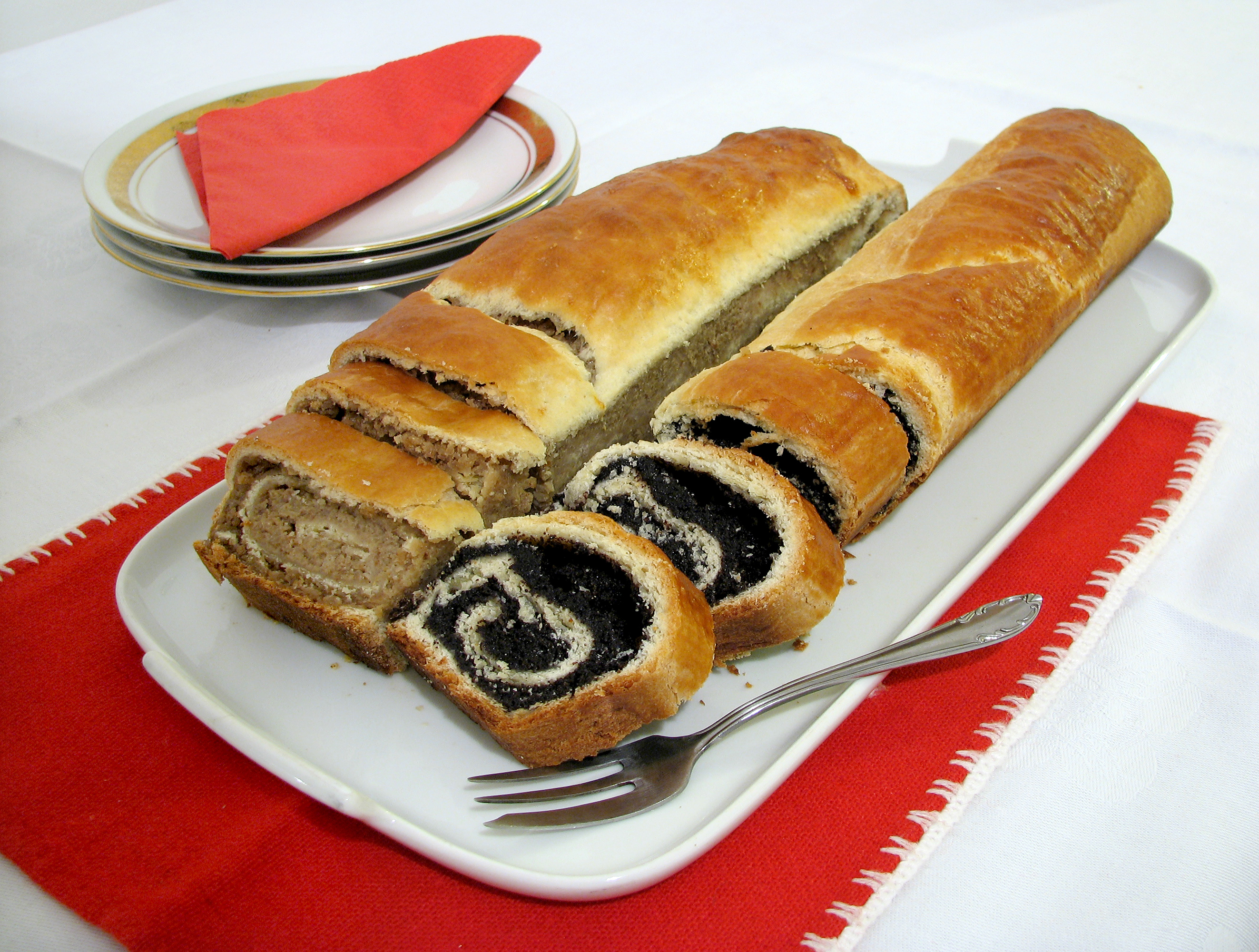
罌粟麵包卷

### 湯
- 匈牙利湯
- 漁夫湯

### 主菜
- 蘭戈斯
- 匈牙利肉卷
- 白菜卷
- 馬鈴薯丸子
- 冬季莎樂美腸

### 甜點
- 皇帝煎餅
- 罌粟麵包卷
- 乾酪起司棒